# Екрановані поклади
Екрановані поклади (нафти, газу), (рос. экранированные залежи (нефти, газа), англ. screened oil pools; нім. abgeschirmte Erdöllager n) — поклади, утворення яких зумовлене наявністю пасток екранованого типу (див. пастка нафти і газу).
Екранами є малопроникні породи: глини, солі, інтрузивні й інші.
Екранування виникає внаслідок диз'юнктивного тектонічного порушення, незгідного стратиграфічного перекриття пласта-колектора або різкої зміни літологічних відмін порід.
Різновидами екранованих покладів є козиркові поклади та рукавоподібні (шнуркові). До екранованих покладів відносять також нафтові поклади, «запечатані» продуктами окиснення нафти — мальтами, асфальтами й іншими.